# Mördaren ljuger inte ensam
Mördaren ljuger inte ensam (en inglés: "Crimes of Passion: Death of a Loved One") es una película sueca estrenada el 8 de marzo de 2013 dirigida por Birger Larsen.
La película es la primera entrega de la franquicia de la serie de filmes Crimes of Passion, basados en las novelas de crimen de la autora sueca Dagmar Lang, más conocida como Maria Lang.

## Sinopsis
Cuando la curiosa Puck Ekstedt, quien estudia su doctorado en literatura es invitada por su supervisor Rutger a pasar un verano con él y su esposa en su casa de verano en una isla aislada, cuando Rutger le dice que también a invitado a otros jóvenes, entre ellos al joven historiador Einar "Eje" Bure, ella acepta, lo mismo pasa cuando Eje descubre que Puck irá, en secreto ambos mantienen una relación. Cuando llegan a una fiesta en la isla, Puck se encuentra con un grupo de jóvenes cuyas vidas están relacionadas desde que eran estudiantes, pronto se da cuenta de que entre ellos existe tensión, así como atracción erótica y angustia. 
La tensión aumenta cuando la ex-prometida de Rutger, Marianne Wallman aparece inesperadamente con su novia Viveka Stensson, a la mañana siguiente Puck se tropieza con el cuerpo de Marianne en el bosque.
Pronto Puck y Einar van a buscar al amigo de Eje, Christer Wijk quien resulta ser el jefe del equipo de investigación de homicidios nacional. Cuando Christer llega a la isla, el motor del barco se ha roto, no hay teléfonos y no hay otro barco, por lo que ahora todos se encuentran aislados en la isla, junto al asesino. Antes de que el asesino sea dado a conocer, dos personas han sido asesinadas y una se ha suicidado.

## Personajes

### Personajes principales
| Actor          | Personaje        | Ocupación                     |
| -------------- | ---------------- | ----------------------------- |
| Tuva Novotny   | Puck Ekstedt     | Estudiante de literatura      |
| Linus Wahlgren | Einar "Eje" Bure | Historiador                   |
| Ola Rapace     | Christer Wijk    | Superintendente de la policía |

### Personajes secundarios
| Actor                     | Personaje        | Ocupación              |
| ------------------------- | ---------------- | ---------------------- |
| Gustaf Hammarsten         | Rutger           | Supervisor de Puck     |
| Fanny Risberg             | Marianne Wallman | ex-Prometida de Rutger |
| Sanna Krepper             | Viveka Stensson  | Novia de Marianne      |
| Suzanna Dilber            | Ann              | -                      |
| Peter Viitanen            | Carl Herman      | -                      |
| Andreas Utterhall         | Georg            | -                      |
| Ida Engvoll               | Lil              | -                      |
| Hannes Fohlin             | -                | Estudiante             |
| Marcus Johansson          | -                | Estudiante             |
| Natanael Wall Sanktnovius | -                | Estudiante             |

## Producción
La primera película fue dirigida por Birger Larsen, contó con los escritores Jonna Bolin-Cullberg y Charlotte Orwin (en el guion) basados en la novela de la autora de novelas de crímenes sueca Dagmar Lange, más conocida como Maria Lang.
Fue producida por Renée Axö junto a los productores ejecutivos Jessica Ericstam, Johan Mardell y Josefine Tengblad, mientras que la música estuvo en manos de Karl Frid y Pär Frid, la cinematografía fue realizada por Mats Axby y la edición por Jacob Thuesen.
El filme se estrenó el 8 de marzo de 2013 en Suecia con una duración de 1 hora con 29 minutos.
La película contó con la compañía de producción "Pampas Produktion", otras compañías involucradas fueron "Fido Film AB", "Auto Biluthyrning", "Cinepost Studios", "Drop Zone Archipelago", "Ljud & Bildmedia" y "Pulmenti AB".
En 2013 fue distribuida por "Svensk Filmindustri (SF)" en los cines y por "TV4 Sweden" en la televisión de Suecia, por "SF Film Finland" en DVD y en el 2014 por "Yleisradio (YLE)" a través de la televisión en Finlandia. 

### Emisión en otros países
| País      | Título                                                                    | Fecha de Estreno                       |
| --------- | ------------------------------------------------------------------------- | -------------------------------------- |
| España    | Crimes of Passion: Muerte de un ser querido                               | -                                      |
| Finlandia | Maria Lang: Murhaaja ei valehtele yksinään Murhaaja ei valehtele yksinään | 11 de octubre de 2013 (estreno en DVD) |